# Notre-Dame-de-Bondeville
Pour les articles homonymes, voir Canton de Notre-Dame-de-Bondeville et Bondeville (homonymie).
Notre-Dame-de-Bondeville est une commune française située dans le département de la Seine-Maritime en région Normandie.

## Géographie

### Localisation
La commune fait partie de la Métropole Rouen Normandie.

### Communes limitrophes
|                         | Le Houlme                | Houppeville       |
| Saint-Jean-du-Cardonnay | Notre-Dame-de-Bondeville |                   |
| Maromme                 | Déville-lès-Rouen        | Mont-Saint-Aignan |

### Hydrographie
La commune est située dans le bassin Seine-Normandie. Elle est drainée par le Cailly et  et un autre petit cours d'eau,.
Le Cailly, d'une longueur de 29 km, prend sa source dans la commune de Cailly et se jette  dans la Seine à Rouen, après avoir traversé douze communes. Les caractéristiques hydrologiques de le Cailly sont données par la station hydrologique située sur la commune. Le débit moyen mensuel est de 2,6 m3/s. Le débit moyen journalier maximum est de 9,9 m3/s, atteint lors de la crue du 13 décembre 1966. Le débit instantané maximal est quant à lui de 10,7 m3/s, atteint le 26 décembre 1999.

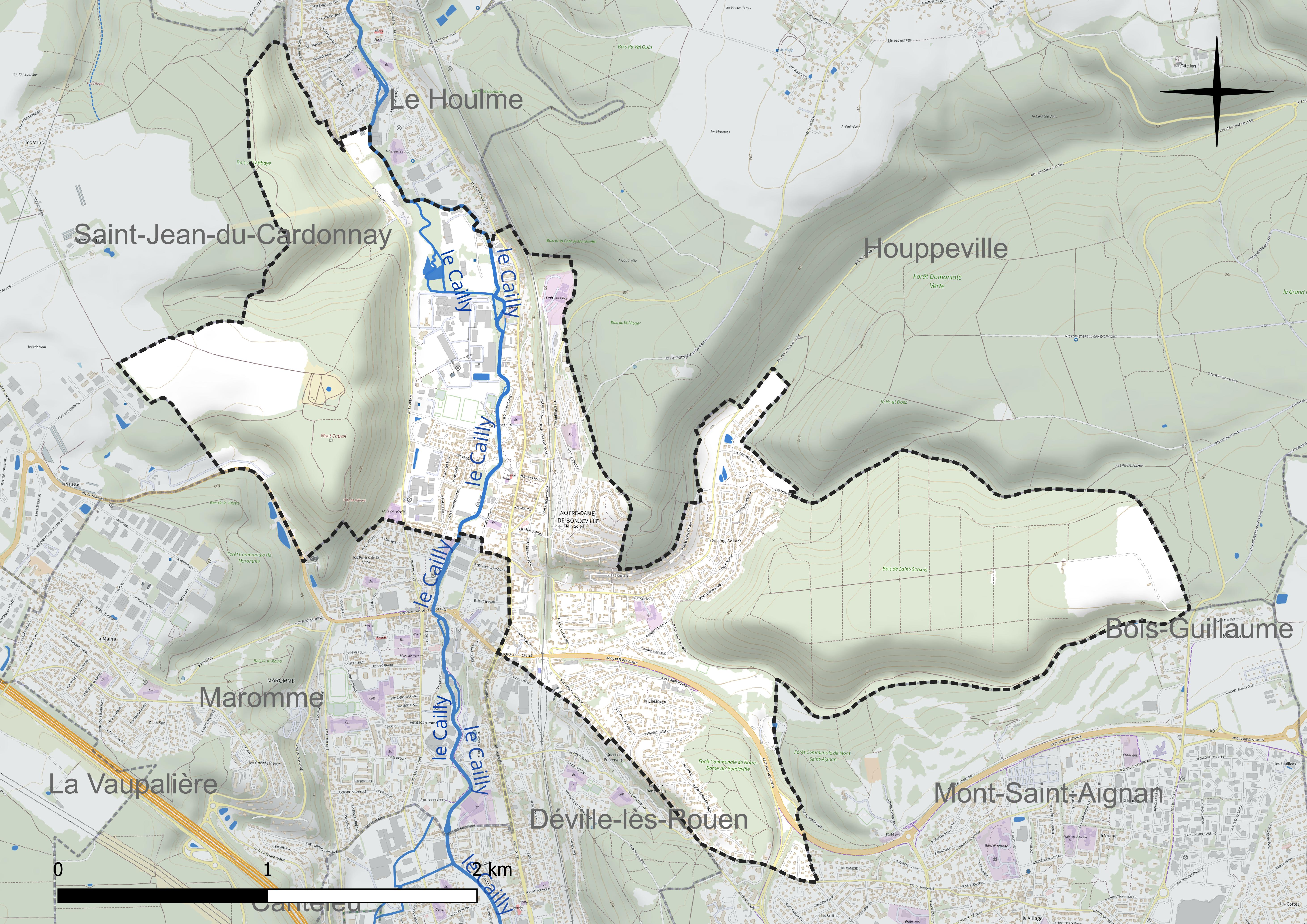
Réseau hydrographique de Notre-Dame-de-Bondeville.

### Climat
Pour des articles plus généraux, voir Climat de la Normandie et Climat de la Seine-Maritime.
En 2010, le climat de la commune est de type climat océanique altéré, selon une étude du CNRS s'appuyant sur une série de données couvrant la période 1971-2000. En 2020, Météo-France publie une typologie des climats de la France métropolitaine dans laquelle la commune est exposée à un climat océanique et est dans la région climatique Côtes de la Manche orientale, caractérisée par un faible ensoleillement (1 550 h/an) ; forte humidité de l’air (plus de 20 h/jour avec humidité relative > 80 % en hiver), vents forts fréquents. Parallèlement le GIEC normand, un groupe régional d’experts sur le climat, différencie quant à lui, dans une étude de 2020, trois grands types de climats pour la région Normandie, nuancés à une échelle plus fine par les facteurs géographiques locaux. La commune est, selon ce zonage, exposée à un « climat maritime », correspondant au Pays de Caux, frais, humide et pluvieux, légèrement plus frais que dans le Cotentin.
Pour la période 1971-2000, la température annuelle moyenne est de 10,4 °C, avec une amplitude thermique annuelle de 13,3 °C. Le cumul annuel moyen de précipitations est de 839 mm, avec 12,9 jours de précipitations en janvier et 8,3 jours en juillet. Pour la période 1991-2020, la température moyenne annuelle observée sur la station météorologique la plus proche, située sur la commune de Rouen à 6 km à vol d'oiseau, est de 12,6 °C et le cumul annuel moyen de précipitations est de 817,9 mm,. Pour l'avenir, les paramètres climatiques de la commune estimés pour 2050 selon différents scénarios d’émission de gaz à effet de serre sont consultables sur un site dédié publié par Météo-France en novembre 2022.

## Urbanisme

### Typologie
Au 1er janvier 2024, Notre-Dame-de-Bondeville est catégorisée grand centre urbain, selon la nouvelle grille communale de densité à sept niveaux définie par l'Insee en 2022.
Elle appartient à l'unité urbaine de Rouen, une agglomération inter-départementale regroupant 50  communes, dont elle est une commune de la banlieue,,. Par ailleurs la commune fait partie de l'aire d'attraction de Rouen, dont elle est une commune du pôle principal,. Cette aire, qui regroupe 317 communes, est catégorisée dans les aires de 200 000 à moins de 700 000 habitants,.

### Occupation des sols
L'occupation des sols de la commune, telle qu'elle ressort de la base de données européenne d’occupation biophysique des sols Corine Land Cover (CLC), est marquée par l'importance des forêts et milieux semi-naturels (51,8 % en 2018), en diminution par rapport à 1990 (55,7 %). La répartition détaillée en 2018 est la suivante : 
forêts (51,8 %), zones urbanisées (29 %), zones industrielles ou commerciales et réseaux de communication (8 %), terres arables (5,2 %), espaces verts artificialisés, non agricoles (3,7 %), prairies (2,2 %). L'évolution de l’occupation des sols de la commune et de ses infrastructures peut être observée sur les différentes représentations cartographiques du territoire : la carte de Cassini (XVIIIe siècle), la carte d'état-major (1820-1866) et les cartes ou photos aériennes de l'IGN pour la période actuelle (1950 à aujourd'hui).

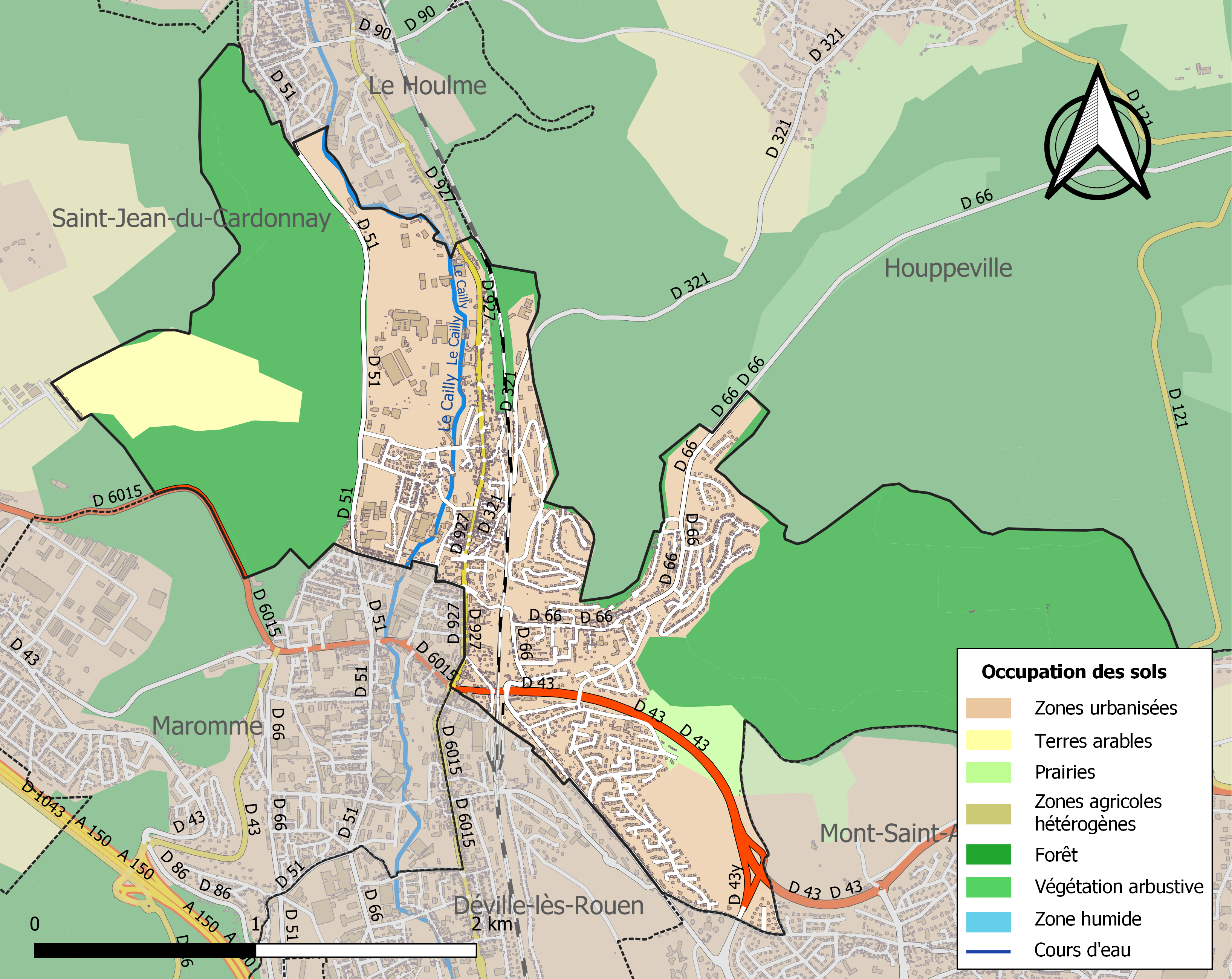
Carte des infrastructures et de l'occupation des sols de la commune en 2018 (CLC).

### Habitat et logement
En 2019, le nombre total de logements dans la commune était de 3 425, alors qu'il était de 3 244 en 2014 et de 3 043 en 2009.
Parmi ces logements, 91,5 % étaient des résidences principales, 0,9 % des résidences secondaires et 7,6 % des logements vacants. Ces logements étaient pour 59,7 % d'entre eux des maisons individuelles et pour 40 % des appartements.
Le tableau ci-dessous présente la typologie des logements à Notre-Dame-de-Bondeville en 2019 en comparaison avec celle de la Seine-Maritime et de la France entière. Une caractéristique marquante du parc de logements est ainsi une proportion de résidences secondaires et logements occasionnels (0,9 %) inférieure à celle du département (4 %) mais supérieure à celle de la France entière (9,7 %). Concernant le statut d'occupation de ces logements, 54,4 % des habitants de la commune sont propriétaires de leur logement (54,3 % en 2014), contre 53 % pour la Seine-Maritime et 57,5 pour la France entière.
| Typologie                                               | Notre-Dame-de-Bondeville | Seine-Maritime | France entière |
| ------------------------------------------------------- | ------------------------ | -------------- | -------------- |
| Résidences principales (en %)                           | 91,5                     | 87,8           | 82,1           |
| Résidences secondaires et logements occasionnels (en %) | 0,9                      | 4              | 9,7            |
| Logements vacants (en %)                                | 7,6                      | 8,2            | 8,2            |

### Voies de communication et transports
Notre-Dame-de-Bondeville est desservie par la ligne T2 de l'infrastructure TEOR. Cette ligne permet de rejoindre le centre-ville de Rouen en une vingtaine de minutes.
Les lignes de bus régulières 8, 16 (F4 Ligne Fast  depuis le 1er septembre 2014), 29, 43 et T56 desservent les communes voisines, à une faible fréquence.
La gare de Maromme sur la ligne de Paris-Saint-Lazare au Havre est située sur les communes de Notre-Dame-de-Bondeville et de Déville-lès-Rouen.
La commune est desservie par la ligne de car régional Nomad 526 qui va de Yerville à Rouen.

## Toponymie
Le nom de la localité est attesté sous la forme Bundivilla (sans date).
Au fil du temps, elle porta plusieurs appellations : Notre-Dame-de-Bondeville, Bondeville (à la période révolutionnaire), Bondeville-Notre-Dame pour revenir à Notre-Dame-de-Bondeville[réf. nécessaire].
Notre-Dame (le vocable désigne la Vierge Marie) apparaît dans une toponymie importante.

## Histoire

### Moyen Âge
L’histoire de Bondeville est marquée par celle du prieuré des religieuses de l’ordre de Citeaux qui s’y établit vers 1150. Le petit monastère, placé sous le vocable de saint Denis, a parmi ses bienfaiteurs les seigneurs les plus illustres, archevêques, rois de France et d’Angleterre. Le pape Clément XI accorda des indulgences à son église. En 1258, le prieuré comptait une trentaine de religieuses.
En 1472, c’est au tour de Antoine de Chabannes, comte de Dammartin, grand maître de France, d’y loger avec ses troupes. Il part deux jours après en apprenant que toutes les forces de Charles le Téméraire marchent sur Bondeville où elles projettent de s’établir pour attaquer Rouen. En 1657, le monastère est élevé au rang d'abbaye royale, incendié en grande partie en 1778, et rebâti aussitôt en pierre de taille, il est supprimé en 1790.

### Temps modernes
Du XVIIIe siècle au XXe siècle, l’industrie cotonnière fait vivre le pays. En 1762, Abraham Pouchet fonde la première fabrique d’indiennes « légales » de la région rouennaise, suivie par de nombreuses usines, blanchisseries ou teintureries qui emploient une main-d’œuvre importante.

### Révolution française et Empire
La commune est instituée par la Révolution française par la réunion des paroisses de Saint-Denys et de Notre-Dame est fondée.
La commune de Saint-Denis-de-Bondeville est rattachée en 1815

### Époque contemporaine

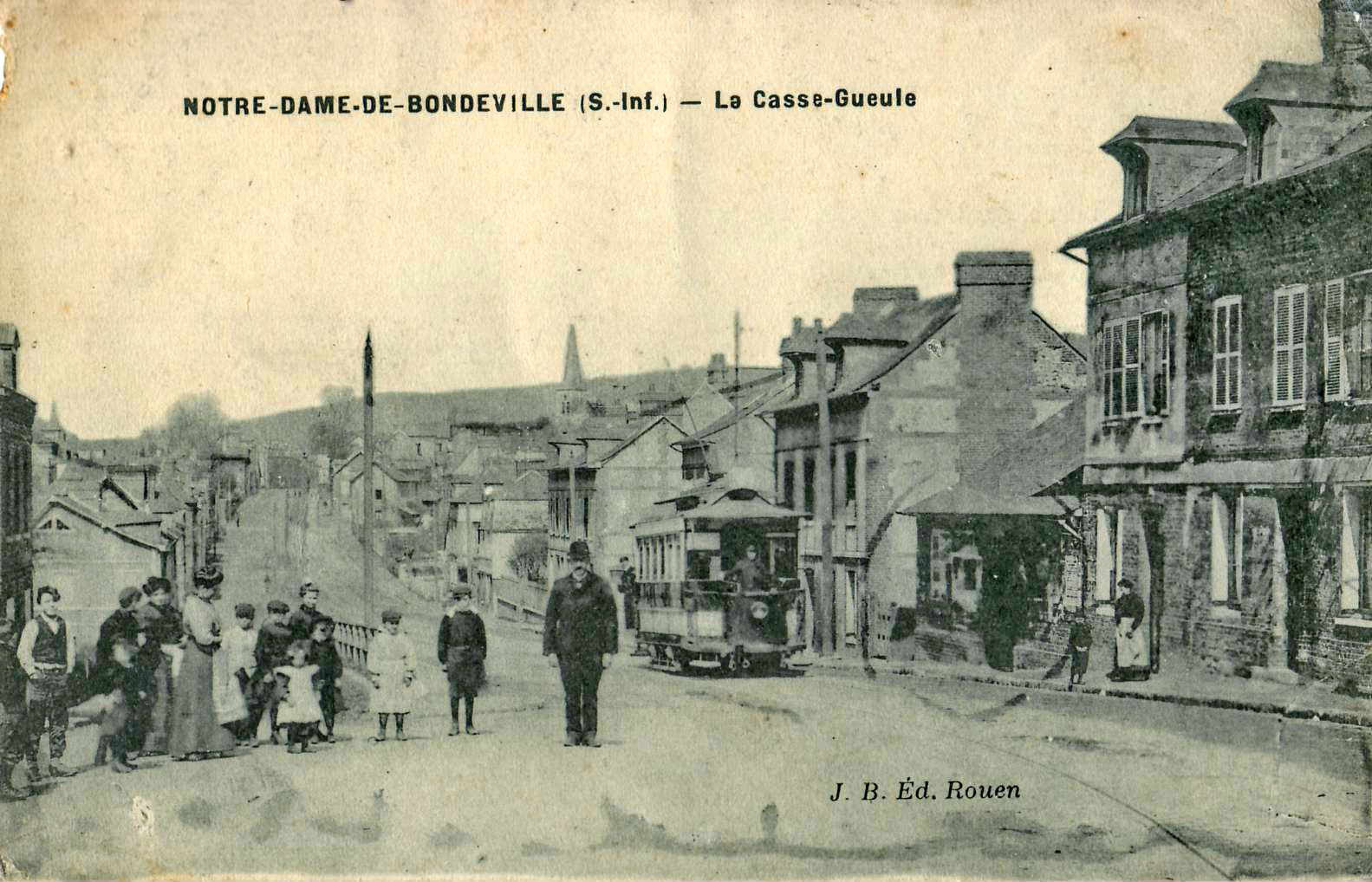
L'ancien tramway de Rouen à la Casse-Gueule.

La ville est desservie dès 1899 par les rames de l'ancien tramway de Rouen.

## Politique et administration

### Rattachements administratifs et électoraux
Rattachements administratifs
La commune se trouve  dans l'arrondissement de Rouen du département de la Seine-Maritime.
Elle faisait partie de 1801 à 1982 du canton de Maromme, année où la commune devient le chef-lieu du canton de Notre-Dame-de-Bondeville. Dans le cadre du redécoupage cantonal de 2014 en France, cette circonscription administrative territoriale a disparu, et le canton n'est plus qu'une circonscription électorale.
Rattachements électoraux
Pour les élections départementales, la commune est depuis 2014 le bureau centralisateur d'un nouveau canton de Notre-Dame-de-Bondeville
Pour l'élection des députés, elle fait partie de la cinquième circonscription de la Seine-Maritime.

### Intercommunalité
Notre-Dame-de-Bondeville était membre de l'Agglomération de Rouen, un établissement public de coopération intercommunale (EPCI) à fiscalité propre créé sous le statut de communauté d'agglomération  en 1999 et à laquelle la commune avait  transféré un certain nombre de ses compétences, dans les conditions déterminées par le code général des collectivités territoriales.
Cette intercommunalité a fusionné avec ses voisines pour former, le 1er janvier 2010, la Communauté d'agglomération Rouen-Elbeuf-Austreberthe (CREA), qui s'est transformée en métropole le 1er janvier 2015 sous le nom de Métropole Rouen Normandie, dont Notre-Dame-de-Bondeville est désormais membre.

### Tendances politiques et résultats
Lors du second tour des  élections municipales de 2014 dans la Seine-Maritime, la liste DVG menée par le maire sortant Jean-Yves Merle a obtenu la majorité des suffrages exprimés, avec 1 139 voix (39,89 %, 21 conseillers municipaux élus dont 2 communautaires), devançant les listes menées respectivement par : 

- Joël Benard  (SE, 1 102 voix, 38,59 %, 5 conseillers municipaux élus) ;

- Serge Martin-desgranges (PS, 614 voix, 21,50 %, 3 conseillers municipaux élus).

Lors de ce scrutin, 45,44 % des électeurs se sont abstenus.
Lors du premier tour des élections municipales de 2020 dans la Seine-Maritime, la liste LFI menée par la maire sortante Myriam Hulot — devenue maire en septembre 2019 après la démission poir raisons de santé de Jean-Yves Merle — a obtenu la majorité absolue des suffrages exprimés, avec 940 voix (50,42 %, 22 conseillers municipaux élus dont 1 métropolitain), battant de 16 voix celle sans étiquette menée par Christophe Aubert (924 voix, 49,57 %, 7 conseillers municipaux élus).
Lors de ce scrutin, marqué par la pandémie de Covid-19 en France, 60,92 % des électeurs se sont abstenus.
Lors des élections municipales de 2020, la liste menée par la maire sortante a diffusé un tract  titré « Pour nos partenaires associatifs » et sur lequel figuraient  les logos de 36 associations locales qui n'avaient pas donné leur accord. Le tribunal administratif de Rouen a jugé que « ce document de propagande électorale a pu laisser penser aux électeurs que la liste « Tous ensemble pour Notre-Dame-de-Bondeville » se prévalait du soutien de l’ensemble de ces associations » et a annulé les élections le 21 septembre 2020. La maire élue est restée en place jusqu'à l'intervention de l'arrêt du Conseil d'État, saisi en appel par la maire invalidée, qui a confirmé le 12 avril 2021 le jugement du tribunal administratif,. De nouvelles élections sont donc organisées le 30 mai et, le cas échéant, le 6 juin 2020. 

Lors du premier tour des électrons municipales partielles qui se sont donc tenues le 30 mai 2021, la liste menée par la maire invalidée Myriam Mulot obtient la majorité absolue des suffrages exprimés, devançant de 199 voix la liste menée par Alain Quibel, une majorité significativement plus importante que lors du scrutin de 2020, mais avec une faible participation de l’ordre de 41 %.

### Liste des maires
| Période                                  | Période                       | Identité          | Étiquette   | Qualité |
| ---------------------------------------- | ----------------------------- | ----------------- | ----------- | --- |
| 1865                                     |                               | Edmond Vaussard   |             | Manufacturier |
| 1872                                     |                               | Charles Mare      |             | |
| Les données manquantes sont à compléter. |                               |                   |             | |
| 1905                                     | 1935                          | Ferdinand Cartier |             | |
|                                          | 1939                          | Louis Duteurtre   |             | |
| Les données manquantes sont à compléter. |                               |                   |             | |
| 1967                                     | septembre 1982                | Marcel Sauvage    |             | Entrepreneur du bâtiment Décédé en fonctions |
| septembre 1982                           | mars 1989                     | Roger Pougnie     | UDF         | |
| mars 1989                                | septembre 2019                | Jean-Yves Merle   | PS puis DVG | Cadre d'entreprise retraité Ancien conseiller général du Canton de Bacqueville-en-Caux (1979-1985) Conseiller général du Canton de Notre-Dame-de-Bondeville (1988-2015) Ancien vice-président de La CREA. Démissionnaire pour raison de santé |
| septembre 2019                           | En cours (au 17 octobre 2022) | Myriam Mulot      | LFI puis SE | Cadre de l’Éducation nationale Vice-présidente de la Métropole Rouen Normandie (2020 → ) Réélue pour le mandat 2021-2026, |

### Jumelages
- Riachos (Portugal).

## Démographie
L'évolution du nombre d'habitants est connue à travers les recensements de la population effectués dans la commune depuis 1793. Pour les communes de moins de 10 000 habitants, une enquête de recensement portant sur toute la population est réalisée tous les cinq ans, les populations de référence des années intermédiaires étant quant à elles estimées par interpolation ou extrapolation. Pour la commune, le premier recensement exhaustif entrant dans le cadre du nouveau dispositif a été réalisé en 2005.

En 2022, la commune comptait 7 004 habitants, en évolution de −1,05 % par rapport à 2016 (Seine-Maritime : +0,35 %, France hors Mayotte : +2,11 %).
| 1793 | 1800 | 1806 | 1821  | 1831  | 1836  | 1841  | 1846  | 1851  |
| ---- | ---- | ---- | ----- | ----- | ----- | ----- | ----- | ----- |
| 800  | 830  | 949  | 1 249 | 1 790 | 1 937 | 2 385 | 2 527 | 2 530 |

| 1856  | 1861  | 1866  | 1872  | 1876  | 1881  | 1886  | 1891  | 1896  |
| ----- | ----- | ----- | ----- | ----- | ----- | ----- | ----- | ----- |
| 2 640 | 2 751 | 2 506 | 2 351 | 2 418 | 2 741 | 2 726 | 2 859 | 2 897 |

| 1901  | 1906  | 1911  | 1921  | 1926  | 1931  | 1936  | 1946  | 1954  |
| ----- | ----- | ----- | ----- | ----- | ----- | ----- | ----- | ----- |
| 3 043 | 3 175 | 3 376 | 3 462 | 3 375 | 3 370 | 3 323 | 3 523 | 3 695 |

| 1962  | 1968  | 1975  | 1982  | 1990  | 1999  | 2005  | 2006  | 2010  |
| ----- | ----- | ----- | ----- | ----- | ----- | ----- | ----- | ----- |
| 4 446 | 5 796 | 6 336 | 6 727 | 7 584 | 7 652 | 7 296 | 7 239 | 6 987 |

| 2015  | 2020  | 2022  | - | - | - | - | - | - |
| ----- | ----- | ----- | - | - | - | - | - | - |
| 7 131 | 6 966 | 7 004 | - | - | - | - | - | - |

## Culture locale et patrimoine

### Lieux et monuments
- Église Notre-Dame.
- Monument aux morts (1920).
- Bibliothèque départementale de prêt de la Seine-Maritime.
- Roseraie de Notre-Dame-de-Bondeville.
- La corderie Vallois : 
La corderie Vallois, 185 route de Dieppe, est une ancienne usine à tisser du tout début du XIXe siècle, aujourd'hui transformée en musée.
Son fondateur, Jules Vallois, qui était cordier à Saint-Martin-du-Vivier, dut changer d'usine à la suite du captage du Robec, le cours d'eau local, pour alimenter la ville de Rouen.
D'abord locataire de la propriété Rondeau, il en devient propriétaire. En 1880, la filature disparaît, remplacée par une corderie mécanique. Jules Vallois installe dans le bâtiment des machines anglaises et françaises. Ces anciennes machines sont actionnées encore aujourd'hui par une roue hydraulique[36].

### Personnalités liées à la commune
- Christian Nourrichard, évêque catholique français, évêque d'Évreux de 2006 à 2023. Né à Notre-Dame-de-Bondeville.

### Héraldique
| Blason de Notre-Dame-de-Bondeville | Blason  | De sable à la bande échiquetée d'argent et de gueules de trois tires, chargée d'un besant élargi d'or surchargé d'un lion couronné de sinople. |
| Blason de Notre-Dame-de-Bondeville | Détails | Le statut officiel du blason reste à déterminer.                                                                                               |